# México en los Juegos Paralímpicos de Sochi 2014
México estuvo representado en los Juegos Paralímpicos de Sochi 2014 por un deportista masculino. El equipo paralímpico mexicano no obtuvo ninguna medalla en estos Juegos.